# Bukit Lawang
Bukit Lawang est un village touristique situé dans la province de Sumatra du Nord en Indonésie. C'est un endroit prisé par les touristes locaux et internationaux notamment pour l'observation d'orangs-outans semi-sauvages, issus d'un ancien centre de réhabilitation fermé en 2002. Le village est également le principal point d'accès vers le Parc national du Mont Leuser.

## Géographie
Bukit Lawang est situé approximativement à 86 km du nord ouest de la ville de Medan, en passant par Tanjung Langkat, Binjai et Bohorok.
Le climat est tropical et humide. Le village est situé au bord d'une rivière. 

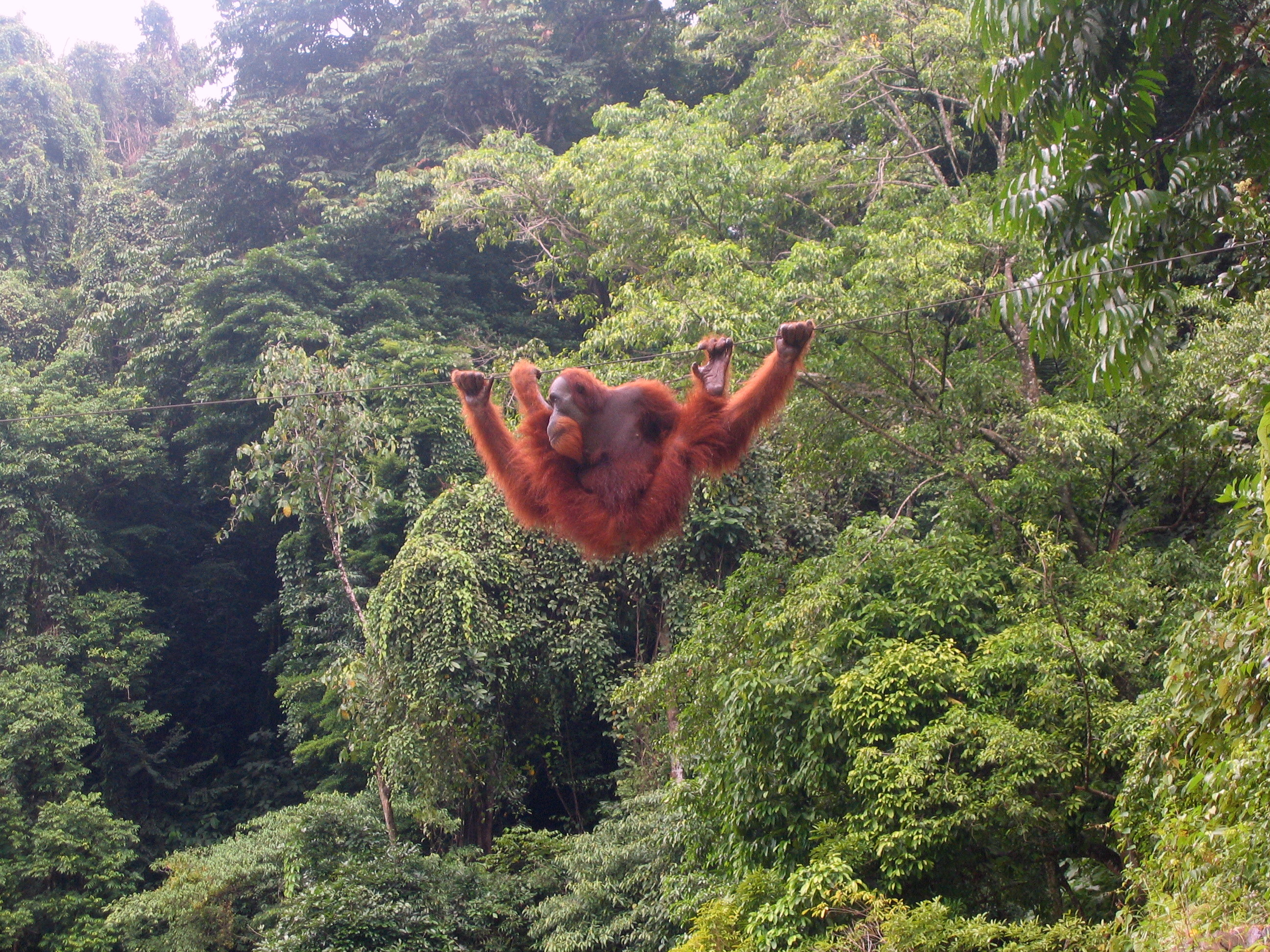
Orang-outan à Bukit Lawang.

## Histoire
Le centre de réhabilitation pour les orangs-outans a été fondé en 1973 pour préserver le nombre décroissant d'orangs-outans en raison de la chasse, du commerce et de la déforestation. Il a été fermé en 2002.
Une inondation a fait des ravages le 2 novembre 2003. La catastrophe a eu un impact sur le tourisme local de la région, qui a vu le nombre de touristes et d'habitants de Medan (qui venaient passer leur weekend ici) diminuer. Environ 400 maisons, 3 mosquées, 8 ponts, 280 kiosques et stands de nourriture, 35 hôtels et guest houses ont été détruits par l'inondation. Le village a dû se reconstruire. Environ 239 personnes sont mortes.

## Économie
L'économie de la localité repose essentiellement sur le tourisme. Celui-ci aurait diminué depuis le tsunami et les craintes du terrorisme en Indonésie.
Les touristes peuvent voir les orang-outan de Sumatra au centre de réhabilitation, ou lors de treks dans la forêt à l'aide d'un guide. Le trek peut durer plusieurs jours. Les voyageurs ont la possibilité de camper dans la jungle.
Les touristes peuvent se baigner dans la rivière et faire du tubing. C'est une grosse bouée gonflable où l'on peut s'asseoir dessus pour se laisser glisser le long de l'eau. Les voyageurs ont également la possibilité de visiter la grotte aux chauves-souris très connue pour les touristes.

## Culture locale et patrimoine

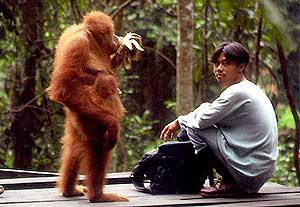
Orang-outan avec un homme.

Le village est le principal point d'accès vers le Parc national du Mont Leuser.
Un centre de réhabilitation pour les orangs-outans a été fondé en 1973 pour préserver le nombre décroissant d'orangs-outans en raison de la chasse, du commerce et de la déforestation. L'île de Sumatra est l'un des derniers refuges pour orangs-outans en Indonésie avec Bornéo. Beaucoup d'associations privées et publiques luttent pour la survie de l'espèce.
L'association Batu Kapal à pour objectif de protéger l'habit des primates (notamment orangs-outans). Par leur observation rigoureuse et diverses actions qui peuvent être réalisées sous forme de volontariat international.
Mis à part l'orang-outan, toutes sortes d'animaux vivent dans la forêt tropicale de Bukit Lawang tels que des macaques, gibbons, semnopithèques de Thomas, varans, chauve-souris, sangsues et papillons.